# Джон Гіллермін
Джон Гіллермін (англ. John Guillermin; 11 листопада 1925, Лондон — 27 вересня 2015, Топанга) — британський кінорежисер, продюсер і сценарист. Працював над великобюджетними пригодницькими фільмами протягом усієї його довгої кар'єри.
Найуспішнішою роботою у фільмографії Гіллерміна став фільм-катастрофа «Пекло в піднебессі» 1974 року, який завоював три премії Оскар, два Золоті глобуси і BAFTA. Крім того, британець відомий такими фільмами, як «Кінг Конг» (1976), «Кінг-Конг живий» (1986), «Смерть на Нілі» (1978), «Кондор» (1970), «Шафт в Африці» (1973) та іншими.
Помер 27 вересня 2015 року на 90-му році життя від серцевого нападу.

## Фільмографія
- 1966 : Блакитний Макс (The Blue Max)
- 1969 : Ремагенський міст (The Bridge at Remagen)
- 1974 : Пекло в піднебессі (The Towering Inferno)
- 1978 : Смерть на Нілі (Death on the Nile)
- 1984 : Шина — королева джунглів (Sheena)
- 1986 : Кінг-Конг живий (King Kong Lives)